# Iarbă de șoaldină
Iarba de șoaldină (Sedum atratum) este o plantă cu flori din familia Crassulaceae.

## Descriere

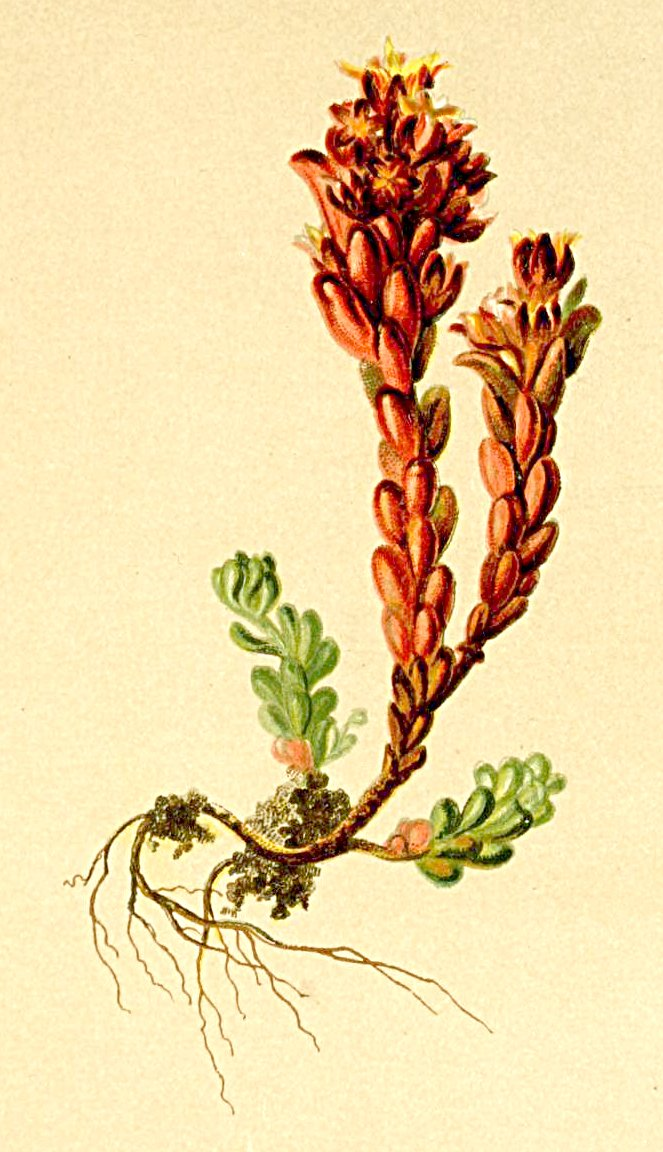
Morfologia

Iarba de șoaldină este o plantă scundă, roșiatică-purpurie în întregime. Are tulpini ramificate, cu o înălțime de 20—50 mm. Frunzele sunt mici, groase, cărnoase, cilindrice, suculente, capabile să depoziteze o anumită cantitate de apă.
Florile sunt mici, cu cinci petale ascuțite, alburii ori roșietice. Floarea are zece stamine și cinci sepale ascuțite, puțin mai scurte decât petalele. Iarba de șoaldină înflorește în lunile iulie-august.

## Răspândire
În România, iarba de șoaldină crește pe stâncile și prin pajiștile pietroase din Carpații Orientali și Carpații Meridionali.